# Ненсі Келлі
Ненсі Келлі (англ. Nancy Kelly; 25 березня 1921 — 2 січня 1995) — американська акторка та модель, номінантка премії «Оскар» в 1956 році.

## Біографія
Народилася в місті Ловелл, штат Массачусетс. Молодший брат — американського актора Джека Келлі.
Була одружена з актором Едмондом О'Браєном (1941—1942), Фредом Джекманом-мол. (1946—1950) та Ворреном Каро (1955—1968), від якого народила дочку.
Ненсі Келлі померла в 1995 році від ускладнень цукрового діабету. Похована на кладовищі «Меморіал Парк» у Вествуд-Віллідж, Лос-Анджелес.

## Робота
У кіно почала зніматися ще в дитячому віці, за що в американській пресі її прозвали «найбільш комерційно успішною дитиною-актором Америки». З 1933 по 1934 рік також працювала на радіо, де озвучувала Дороті Ґейл з «Чарівника країни Оз».
В дорослому віці двічі ставала володаркою премії «Сари Сиддонс» за роботу в театрі Чикаго, та премії «Тоні» за роль у п'єсі «Погане насіння», кіноверсія якої в 1956 році принесла їй номінацію на «Оскар». Акторка також знімалася в телесеріалах, включаючи «Час Альфреда Гічкока», в одному з епізодів якого виконала головну роль.
За внесок в кіноіндустрію Ненсі Келлі удостоєна іменної зірки на Голлівудській алеї слави.

## Вибрана фільмографія
- 1956 — Погане насіння — Крістін Пенмарк
- 1945 — Жінка, яка повернулася — Лона Вебстер
- 1943 — Таємниця пустелі Тарзана — Конні Брайс
- 1942 — Дружні вороги — Джан Блок
- 1942 — До берегів Триполі — Гелен Гант
- 1940 — Одна ніч в тропіках — Синтія Меррик
- 1939 — Джессі Джеймс — Зерельда Кобб
- 1926 — Великий Гетсбі